# Brion-sur-Ource
Brion-sur-Ource es una comuna francesa situada en el departamento de Côte-d'Or, en la región de Borgoña-Franco Condado.

## Demografía
| 276 | 247 | 223 | 225 | 245 | 223 | 229 | 223 |
| Para los censos de 1962 a 1999 la población legal corresponde a la población sin duplicidades (Fuente: INSEE [Consultar]) |     |     |     |     |     |     |     |